# Jakub Smrž
Jakub 'Kuba' Smrž (České Budějovice, 7 de abril de 1983) es un piloto de motociclismo profesional checo. 
Actualmente compite en el Campeonato Mundial de Superbikes, a bordo de Yamaha YZF-R1. En 2017 y 2018 montó un BMW S1000RR en el Campeonato Británico de Superbikes, pero en junio de 2018 sufrió una grave lesión en el hombro cuando competía para el equipo checo BMW Mercury Racing en el Motorsport Arena Oschersleben, competición de resistencia de ocho horas de Alemania. Luke Hedger rode Smrž' machine in his absence.
En 2015 Smrž fue contratado para montar una Ducati Panigale en el Campeonato Británico de Superbikes para Moto Rapido Racing, pero después de un accidente y una lesión en la cuarta ronda del Snetterton, fue reemplazado a mitad de temporada por John Hopkins. Para las últimas tres carreras de 2015, Smrž fue reclutado por Shaun Muir Racing para competir a bordo de un Yamaha YZF-R1.

## Carrera deportiva

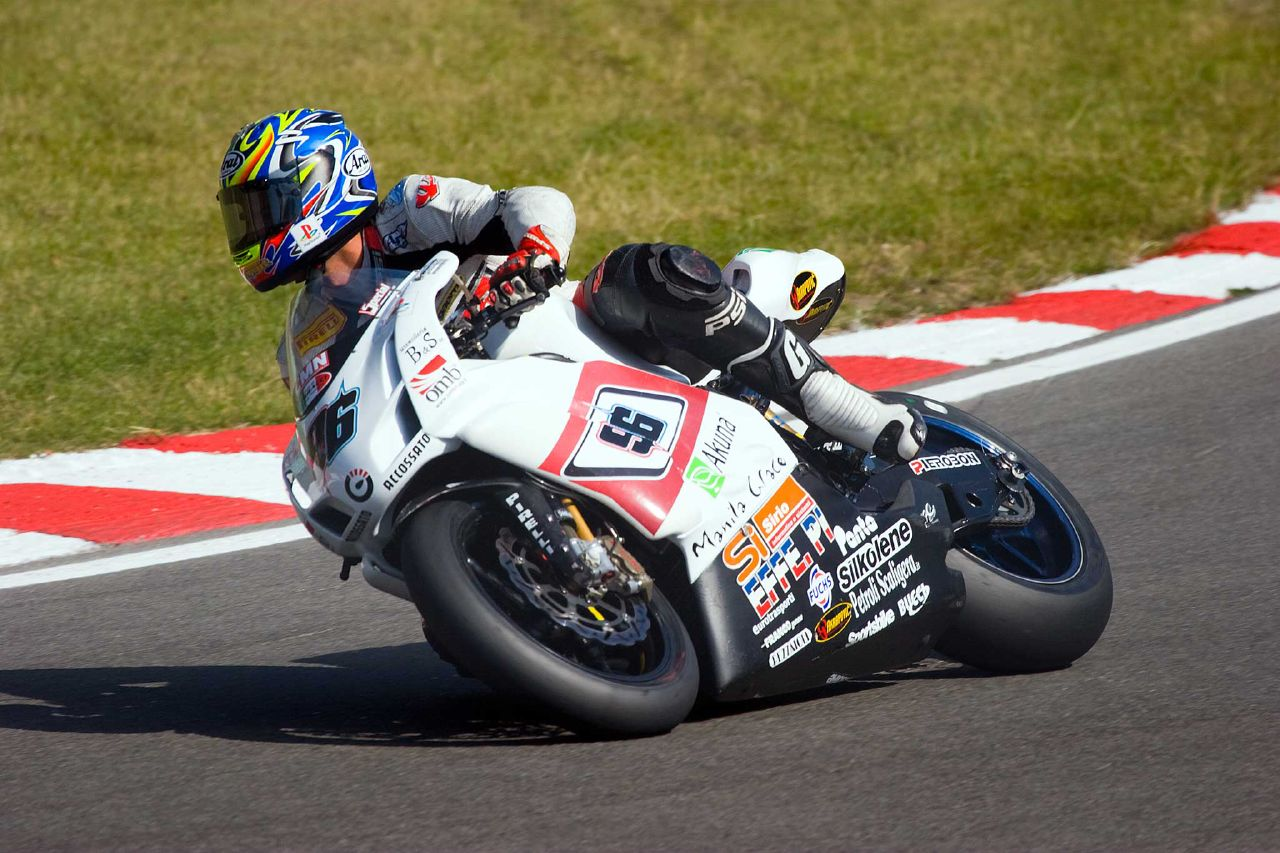
Jakub Smrz WSBK Ronda 10 Brands Hatch 2007.

Su debut se produjo en 125cc en el Campeonato del Mundo de Motociclismo de 1998. Su primera temporada completa sería en 2001 donde acabó en 17.º posición. En 2002 dividió su temporada entre 125cc y 250cc. Se mantuvo en 250cc hasta 2006, acabando en duodécimo lugar  en la general, su mejor clasificación.
En 2007 sorpende a todo el mundo reemplazando a Roberto Rolfo en la escudería SC Caracchi Ducati de Campeonato Mundial de Superbikes. Con la  Ducati 999 F05, transitó habitualmente entre los primeros 15 de la general, terminando la temporada con un octavo puesto como mejor posición.
El siguiente año montó en una Ducati 1098 RS 08 para el Guandalini Racing del equipo de Grifo. Terminó en el puesto 13 del campeonato. En 2009 Smrž continuó con el Guandalini Racing Team, obteniendo su primer podio en la cuarta carrera de la temporada en Assen y la primera pole position en la octava en Misano Adriatico. Esta vez terminó décimo en la general.
Smrž continuó en el equipo en 2010, corriendo bajo el nombre de B&G después de un acuerdo de colaboración con el exequipo de Sterilgarda Ducati. Después de una serie de fallos mecánicos a mitad de temporada, el equipo cambió a una moto Aprilia, la primera vez que Smrž pilotaba una moto que no fuera una Ducati en esta competición. Con ella, fue el más rápido en los entrenamientos oficiales de Silverstone.

## Resultados

### Campeonato del Mundo de Motociclismo

#### Carreras por año
(Carreras en negrita indica pole position, carreras en cursiva indica vuelta rápida)
| Year | Class | Bike    | 1       | 2       | 3      | 4       | 5       | 6       | 7       | 8       | 9      | 10      | 11      | 12      | 13      | 14      | 15      | 16      | Pos. | Pts. |
| ---- | ----- | ------- | ------- | ------- | ------ | ------- | ------- | ------- | ------- | ------- | ------ | ------- | ------- | ------- | ------- | ------- | ------- | ------- | ---- | ---- |
| 1998 | 125cc | Honda   | JPN -   | MAL -   | SPA -  | ITA -   | FRA -   | MAD -   | NED -   | GBR -   | GER -  | CZE Ret | IMO -   | CAT -   | AUS -   | ARG -   |         |         | NC   | 0    |
| 1999 | 125cc | Honda   | MAL -   | JPN -   | SPA -  | FRA -   | ITA -   | CAT -   | NED -   | GBR -   | GER -  | CZE 21  | IMO -   | VAL -   | AUS -   | RSA -   | BRA -   | ARG -   | NC   | 0    |
| 2000 | 125cc | Honda   | RSA -   | MAL -   | JPN -  | SPA -   | FRA -   | ITA -   | CAT -   | NED -   | GBR -  | GER 18  | CZE 11  | POR -   | VAL -   | BRA -   | PAC -   | AUS -   | 28.º | 5    |
| 2001 | 125cc | Honda   | JPN 21  | RSA Ret | SPA 15 | FRA 18  | ITA Ret | CAT 19  | NED 5   | GBR 13  | GER 9  | CZE 6   | POR 6   | VAL 21  | PAC Ret | AUS 19  | MAL Ret | BRA 8   | 17.º | 50   |
| 2002 | 125cc | Honda   | JPN Ret | RSA Ret | SPA 13 | FRA Ret | ITA Ret | CAT 16  | NED 22  | GBR -   | GER -  | CZE -   | POR -   |         |         |         |         |         | 32.º | 3    |
| 2002 | 250cc | Honda   |         |         |        |         |         |         |         |         |        |         |         | BRA 15  | PAC 24  | MAL 16  | AUS 17  | VAL Ret | 36th | 1    |
| 2003 | 250cc | Honda   | JPN 15  | RSA Ret | SPA 17 | FRA 19  | ITA 14  | CAT Ret | NED 12  | GBR 14  | GER 13 | CZE Ret | POR Ret | BRA -   | PAC 18  | MAL -   | AUS -   | VAL 14  | 24.º | 14   |
| 2004 | 250cc | Honda   | RSA 21  | SPA Ret | FRA 11 | ITA Ret | CAT 15  | NED Ret | BRA Ret | GER 15  | GBR 15 | CZE 14  | POR 14  | JPN Ret | QAT 17  | MAL 14  | AUS 13  | VAL 13  | 20.º | 20   |
| 2005 | 250cc | Honda   | SPA Ret | POR 12  | CHN 14 | FRA 16  | ITA Ret | CAT Ret | NED 16  | GBR 16  | GER 16 | CZE 11  | JPN Ret | MAL 19  | QAT Ret | AUS 13  | TUR 15  | VAL 12  | 20.º | 19   |
| 2006 | 250cc | Aprilia | SPA Ret | QAT 10  | TUR 7  | CHN 10  | FRA 10  | ITA Ret | CAT Ret | NED Ret | GBR 11 | GER 14  | CZE 10  | MAL Ret | AUS 8   | JPN Ret | POR 11  | VAL 11  | 12.º | 58   |

### Campeonato Mundial de Superbikes

#### Por temporada
| 2007 | Ducati  | QAT 14 | QAT 16  | AUS 14  | AUS 11  | EUR 10  | EUR 8   | SPA 14 | SPA 17  | NED 11 | NED 9   | ITA 15  | ITA 10  | GBR Ret | GBR C   | SMR 10  | SMR 13  | CZE Ret | CZE 13  | GBR 14  | GBR Ret | GER 13  | GER 16  | ITA 11  | ITA Ret | FRA Ret | FRA Ret |         |        | 14th | 66   |
| 2008 | Ducati  | QAT 10 | QAT 9   | AUS Ret | AUS 18  | SPA 14  | SPA 14  | NED 6  | NED 8   | ITA 10 | ITA Ret | USA 6   | USA DSQ | GER 11  | GER Ret | SMR 7   | SMR 9   | CZE Ret | CZE 11  | GBR 9   | GBR 9   | EUR 6   | EUR 12  | ITA 13  | ITA 11  | FRA Ret | FRA 13  | POR Ret | POR 12 | 13th | 120  |
| 2009 | Ducati  | AUS 9  | AUS 7   | QAT Ret | QAT 17  | SPA Ret | SPA 14  | NED 6  | NED 3   | ITA 12 | ITA 8   | RSA 14  | RSA 10  | USA 8   | USA 6   | SMR 4   | SMR 4   | GBR 9   | GBR Ret | CZE 6   | CZE 9   | GER 13  | GER 11  | ITA 8   | ITA 9   | FRA 10  | FRA Ret | POR Ret | POR 8  | 10th | 169  |
| 2010 | Ducati  | AUS 8  | AUS Ret | POR Ret | POR Ret | SPA 10  | SPA 10  | NED 7  | NED 7   | ITA 15 | ITA 8   | RSA 9   | RSA 9   | USA Ret | USA Ret | SMR Ret | SMR Ret |         |         |         |         |         |         |         |         |         |         |         |        | 13th | 110  |
| 2010 | Aprilia |        |         |         |         |         |         |        |         |        |         |         |         |         |         |         |         | CZE Ret | CZE Ret | GBR 13  | GBR 9   | GER Ret | GER 11  | ITA 4   | ITA Ret | FRA 5   | FRA 6   |         |        | 13th | 110  |
| 2011 | Ducati  | AUS 5  | AUS 11  | EUR 2   | EUR 8   | NED Ret | NED 9   | ITA 10 | ITA Ret | USA 2  | USA 8   | SMR Ret | SMR Ret | SPA Ret | SPA Ret | CZE 11  | CZE Ret | GBR Ret | GBR 11  | GER Ret | GER 3   | ITA 7   | ITA Ret | FRA Ret | FRA Ret | POR 10  | POR 13  |         |        | 14th | 127  |
| 2012 | Ducati  | AUS 5  | AUS 11  | ITA 11  | ITA 7   | NED 7   | NED Ret | ITA C  | ITA 9   | EUR 13 | EUR Ret | USA 6   | USA 9   | SMR 9   | SMR 9   | SPA Ret | SPA DNS | CZE 10  | CZE 13  | GBR 17  | GBR 3   | RUS -   | RUS -   | GER -   | GER -   | POR -   | POR -   | FRA -   | FRA -  | 15th | 92.5 |
| 2017 | Yamaha  | AUS -  | AUS -   | THA -   | THA -   | SPA -   | SPA -   | NED -  | NED -   | ITA -  | ITA -   | GBR -   | GBR -   | ITA -   | ITA -   | USA 18  | USA 16  | GER -   | GER -   | POR -   | POR -   | FRA -   | FRA -   | SPA -   | SPA -   | QAT -   | QAT -   |         |        | NC   | 0    |
| 2018 | Yamaha  | AUS -  | AUS -   | THA -   | THA -   | SPA -   | SPA -   | NED -  | NED -   | ITA -  | ITA -   | GBR -   | GBR -   | CZE -   | CZE -   | USA -   | USA -   | ITA -   | ITA -   | POR Ret | POR Ret | FRA Ret | FRA Ret | ARG Ret | ARG Ret | QAT DNS | QAT Ret |         |        | NC   | 0    |